# قلعه آندلس
قلعه آندلس (به عربی: قلعة الأندلس) یک منطقهٔ مسکونی در تونس است که در استان اریانه واقع شده‌است. قلعه آندلس ۱۸٬۲۲۵ نفر جمعیت دارد.